# 南山站 (釜山廣域市)
南山站（：／ Namsan yeok */?）是釜山地鐵1號線沿線的一座地下車站，位於韓國釜山廣域市金井區南山洞。

## 車站結構
站體為2面2線側式月台的地下車站，候車月台設有月台幕門，並有8處出口。
本站無法轉乘對向列車。

### 月台配置
| 斗實 ↑   |
| \| 上    |
| ↓ 梵魚寺 |

| 月台 | 路線               | 目的地                                       |
| ---- | ------------------ | -------------------------------------------- |
| 上行 | ●釜山都市铁道1号线 | 東萊、西面、釜山站、新平、多大浦海水浴場方向 |
| 下行 | ●釜山都市铁道1号线 | 梵魚寺、老圃方向                             |

## 歷史
- 1985年7月19日：南山洞站落成啟用。
- 2010年2月24日：改为现在名称。

## 車站周邊
- 新岩村
- 永樂公園
- 浸禮醫院
- 釜山外國語大學
- 釜山外國語大學體育場

## 圖片

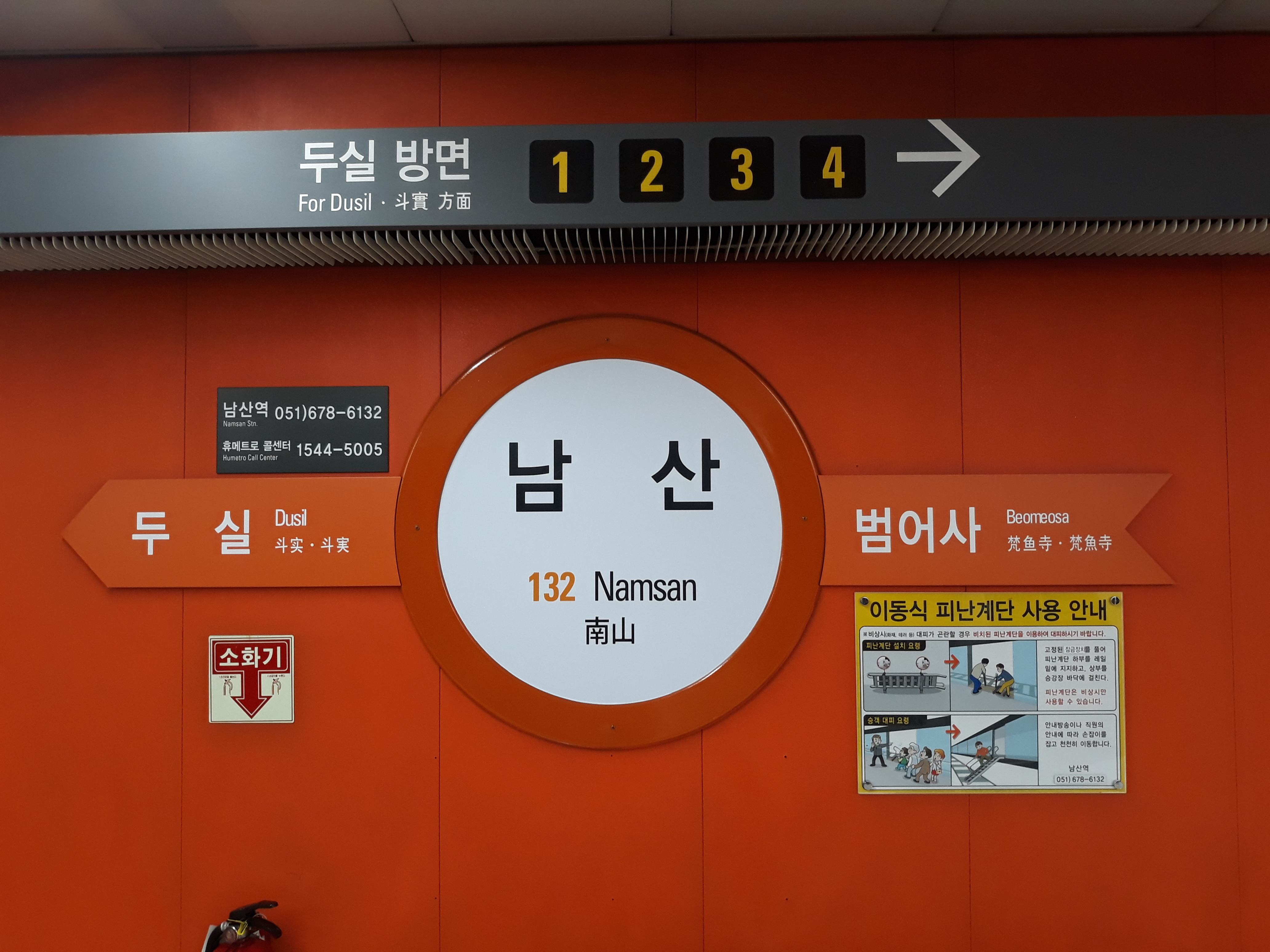
站名牌
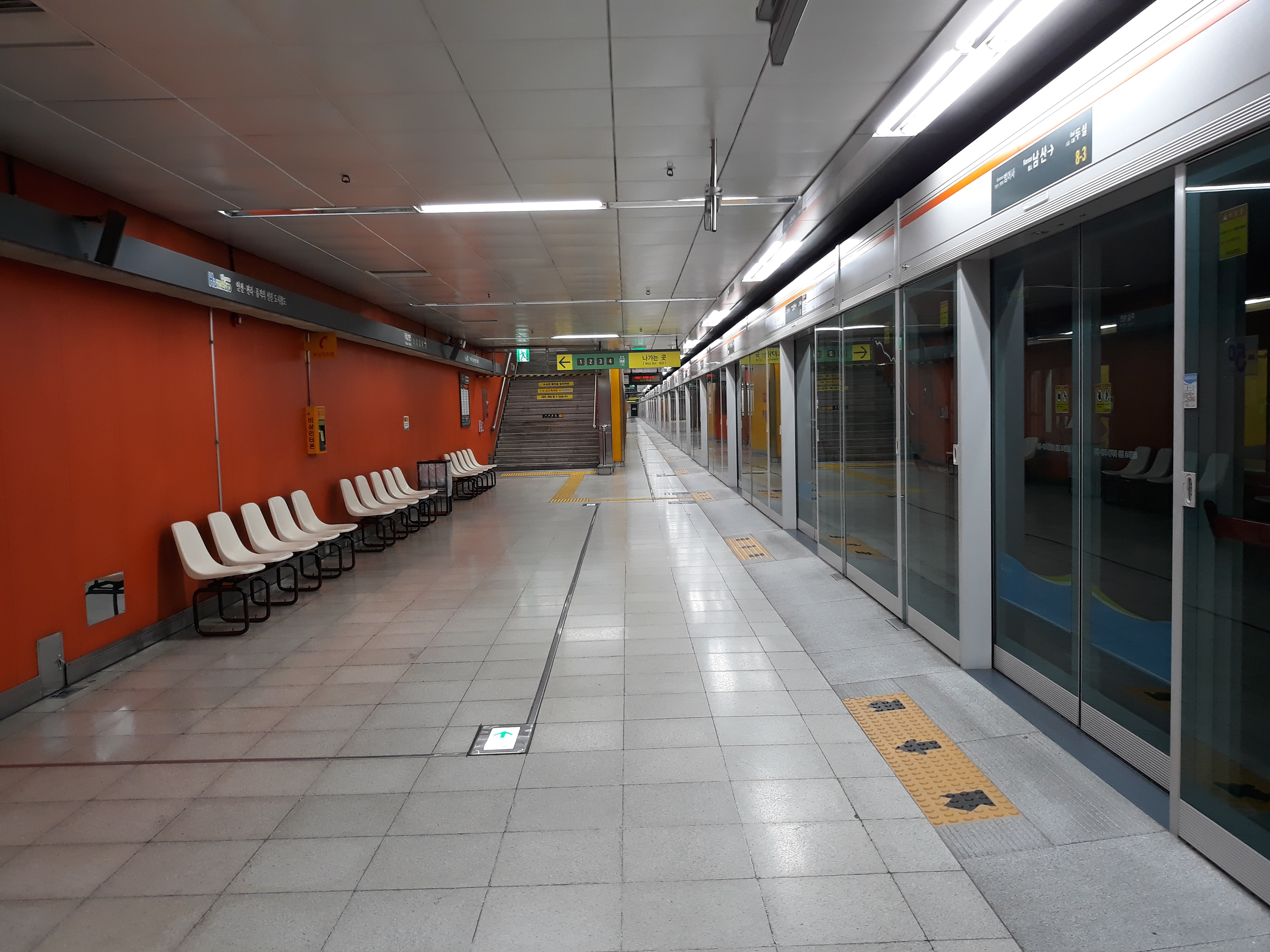
候車月台
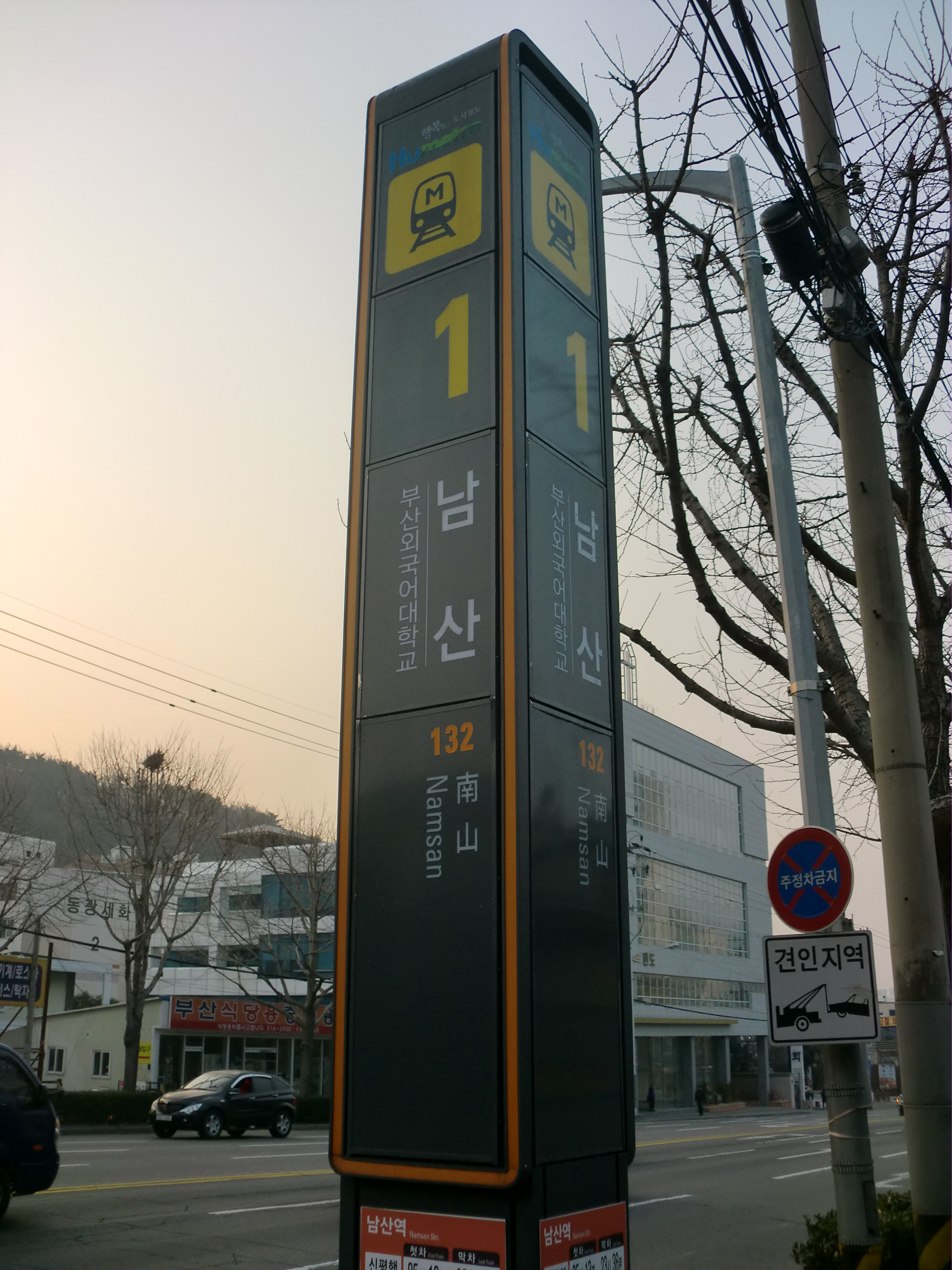
1號出口側柱站牌

## 相鄰車站
釜山交通公社
●釜山都市铁道1号线
斗實（131）－南山（132）－梵魚寺（133）